# Семафорная азбука
Русская семафорная азбука
Должность / специальность сигнальщика на флоте была введена в 1869 году приказом по флоту № 161 от 13 декабря.
Сохранившуюся до нашего времени на флоте русскую семафорную азбуку разработал в 1895 году вице-адмирал Степан Осипович Макаров.
Русская семафорная азбука составлена в соответствии с русским алфавитом, включает 29 буквенных и 3 служебных знака. Она не содержит цифр и знаков препинания. Их передача производится по буквам, словами. Например, цифра «7» будет передана словом «семь», а знак «,» — словом «запятая».
Каждой букве и условному знаку соответствует определенное положение рук с флажками.
Семафорное сообщение состоит из слов, составленных из букв, изображаемых соответствующим положением флажков.
Передача информации семафором производится сигнальщиками с помощью флажков, размер ткани которых составляет 30x35 см. Цвет ткани флажков зависит от времени суток: в тёмное время суток используются флажки с тканью светлого тона (желтый, белый), а в светлое время суток — с тканью тёмного тона (красный, чёрный).
При отсутствии флажков — семафорят бескозырками.
При хорошей видимости флажный семафор может приниматься невооружённым глазом на расстоянии до 1,5 миль, с использованием оптических приборов — до 2,5 миль. Скорость передачи сообщений может достигать 100—110 знаков в минуту.
С 1 декабря 2011 года «флажное сигналопроизводство» исключено из учебной программы младших специалистов связи.

## Кодирование
Даётся по Наставлению РККА
| Русская семафорная азбука | Международная семафорная азбука (рус/лат) | положение флагов |
| ------------------------- | ----------------------------------------- | ---------------- |
| А                         | N                                         |                  |
| Б                         | H                                         |                  |
| В                         | B                                         |                  |
| Г                         | F                                         |                  |
| Д                         | Z                                         |                  |
| Е, Ё, Э                   | C                                         |                  |
| Ж                         | Y                                         |                  |
| З                         | Q                                         |                  |
| И, Й                      | D                                         |                  |
| К                         | X                                         |                  |
| Л                         |                                           |                  |
| М                         | L                                         |                  |
| Н                         | A                                         |                  |
| О                         | G                                         |                  |
| П                         | J                                         |                  |
| Р                         | P                                         |                  |
| С                         | E                                         |                  |
| Т                         | R                                         |                  |
| У                         | U                                         |                  |
| Ф                         | V                                         |                  |
| Х                         | I                                         |                  |
| Ц                         | S                                         |                  |
| Ч                         | M                                         |                  |
| Ш                         |                                           |                  |
| Щ                         | T                                         |                  |
| Ъ, Ь                      |                                           |                  |
| Ы                         | K                                         |                  |
| Ю                         | O                                         |                  |
| Я                         | W                                         |                  |